# At the Family Dog Ballroom
At the Family Dog Ballroom è un album live dei Jefferson Airplane, pubblicato il 22 ottobre 2007, e registrato al Family Dog Ballroom di San Francisco il 9 settembre 1969.

## Tracce
1. Ballad of You and Me and Pooneil (Paul Kantner) – 15:16
2. Good Shepherd (tradizionale, arrangiato da Jorma Kaukonen) – 6:51
3. We Can Be Together (Kantner) – 5:49
4. Somebody to Love (Darby Slick) – 3:53
5. The Farm (Kantner, Gary Blackman) – 2:55
6. Crown of Creation (Kantner) – 3:07
7. Come Back Baby (tradizionale, arrangiato da Kaukonen) – 5:43
8. Wooden Ships (David Crosby, Kantner, Stephen Stills) – 6:10
9. Volunteers (Marty Balin, Kantner) – 2:25
10. Jam (Kantner, Kaukonen, Jack Casady, Spencer Dryden, Jerry Garcia) – 26:04

## Formazione
- Marty Balin — voce tracce 1, 3, 6, 8 e 9, cori tracce 2 e 4
- Jack Casady — basso ogni traccia
- Spencer Dryden — batteria e percussioni ogni traccia
- Jerry Garcia — chitarra solista traccia 10
- Paul Kantner — chitarra ritmica ogni traccia, voce tracce 1, 3, 5, 6 e 8, cori tracce 2, 4 e 9
- Jorma Kaukonen — chitarra solista ogni traccia, voce tracce 2 e 7
- Grace Slick — voce tracce 1, 3, 4, 5, 6 e 8, cori tracce 2 e 9